# Felix Airways
Felix Airways es una aerolínea con base en Saná, Yemen. Se creó en 2008 por el Banco Islámico de Desarrollo como subsidiaria de la aerolínea nacional Yemenia para atender la creciente demanda de viajes en la región. En octubre del mismo año, la empresa inició operaciones domésticas con aeronaves CRJ 700 y se expandió tanto a nivel nacional como regional.

## Flota

### Flota Actual
La flota de Felix Airways incluye las siguientes aeronaves, con una edad media de 20.3 años (a agosto de 2022):
| Bombardier CRJ-200 | 2 | — | Y50 |  |  |  |
| Bombardier CRJ-700 | 1 | — | Y74 |  |  |  |
| Total              | 3 | — |     |  |  |  |